# К-125
К-125 — лёгкий дорожный одноместный мотоцикл с двухтактным двигателем, производства завода имени Дегтярёва (ЗиД). Выпускался с 1946 по 1951 год. После модернизации в 1951 году получил индекс К-125М. Выпуск мотоцикла К-125М был прекращён в 1955 году в связи с началом выпуска модели К-55.

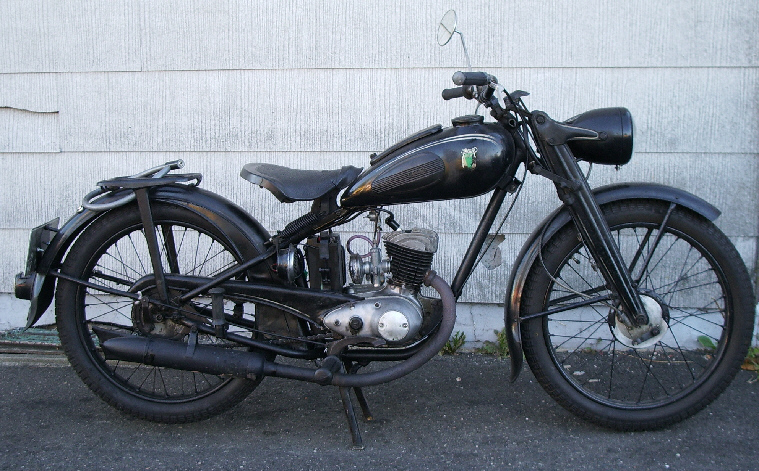
DKW RT 125 — прототип мотоцикла К-125

## История

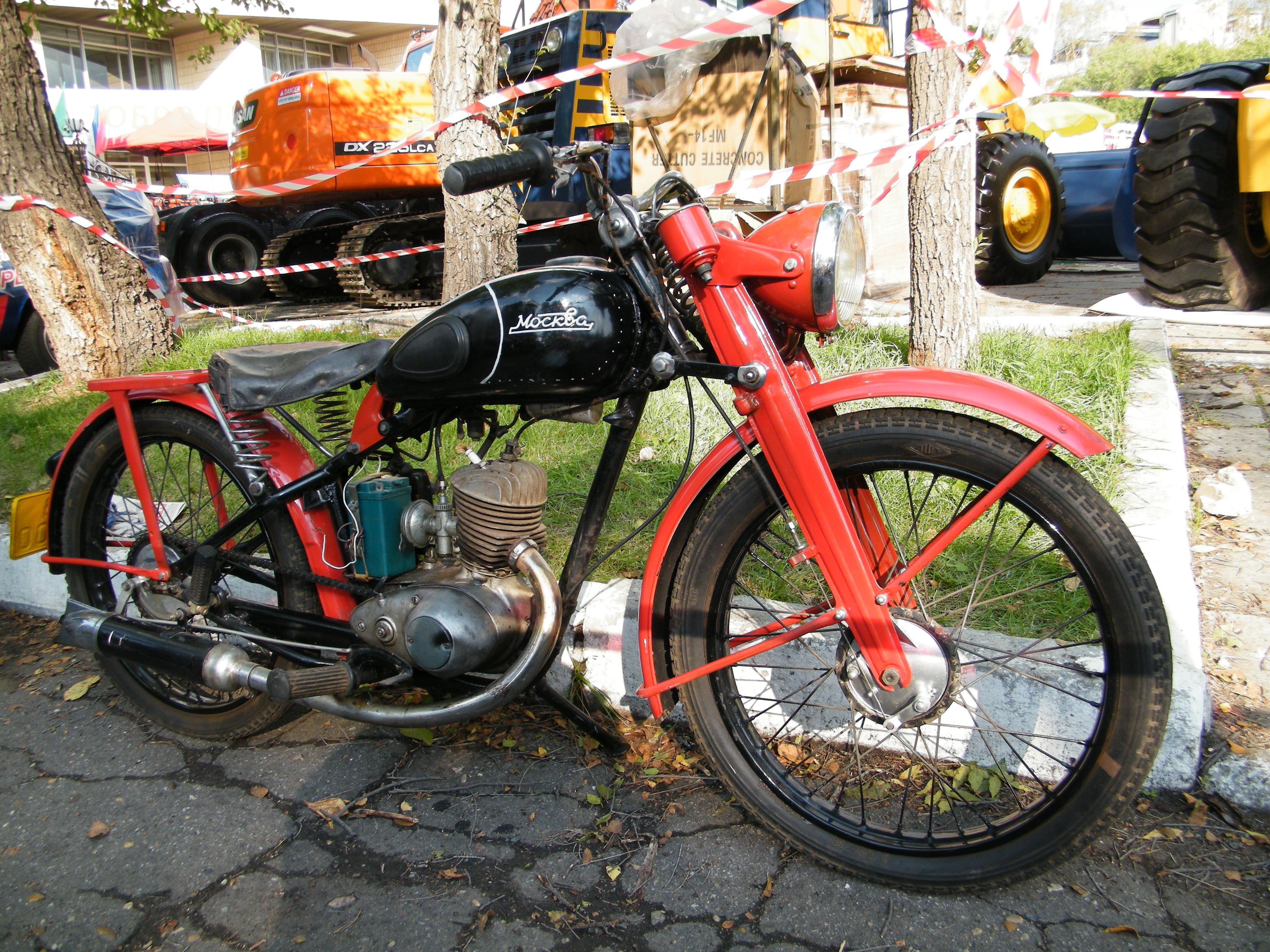
Мотоцикл «Москва» М1А

Завод DKW, находившийся в советской зоне оккупации в г. Цшопау, подлежал демонтажу как предприятие, поставлявшее вооружение вермахту. Оборудование, оснастка и техническая документация были вывезены в Москву, Ижевск и Серпухов. 7 марта 1946 года директор завода ЗиД В. И. Фомин подписал приказ об организации мотоциклетного производства. Именно эта дата считается днём рождения ковровского мотоцикла — модели К-125. Для разработки чертежей модели К-125 класса 125 см3 на заводе ЗиД было создано специальное КБ под руководством Н. Лопуховского. На базе немецких чертежей мотоцикла DKW RT 125 и технологии DKW на заводах ММЗ и ЗиД уже в конце 1946 года развернули серийный выпуск мотоциклов «Москва» М-1А и К-125. Обе машины были идентичны, но кое в чём различались. В основном различия касались электрооборудования: У М1А ключ зажигания и контрольная лампа размещались в фаре, а на К-125 катушка зажигания, реле-регулятор, замок зажигания и другие приборы находились в одном блоке под сиденьем. Мотоциклы частично комплектовались вывезенными из Германии деталями. Всего в 1946 году было изготовлено 279 мотоциклов К-125. Полтора десятка машин первой партии была передана руководителям подразделений, испытания выявили массу слабых мест. Конструкторы старались оперативно устранять выявленные недостатки, а в 1952 году была проведена коренная модернизация подвески — с конвейера начали сходить мотоциклы К-125М.

## Устройство мотоцикла

### Двигатель
Одноцилиндровый двигатель с воздушным охлаждением с двухканальной возвратной продувкой Шнюрле. Этот способ был исключительным ноу-хау компании DKW, имевшей на него патент. Двигатель имеет чугунный цилиндр с головкой из алюминия, генератор постоянного тока (6 вольт, 35 ватт), карбюратор с поплавком и игольчатым клапаном. Для двигателя требуется топливо из смеси масла и бензина в соотношение 1:25. Двигатель был довольно лёгким — 17,5 кг. Это достигалось не только компактной конструкцией, но и отлитым из алюминиевого сплава картером и головкой цилиндра. Характеристика двигателя была довольно гибкой: наибольшую мощность мотор развивал при 4 800 об/мин, а максимум крутящего момента (0,82 кг·м) приходился на 3 400 об/мин.

### Трансмиссия

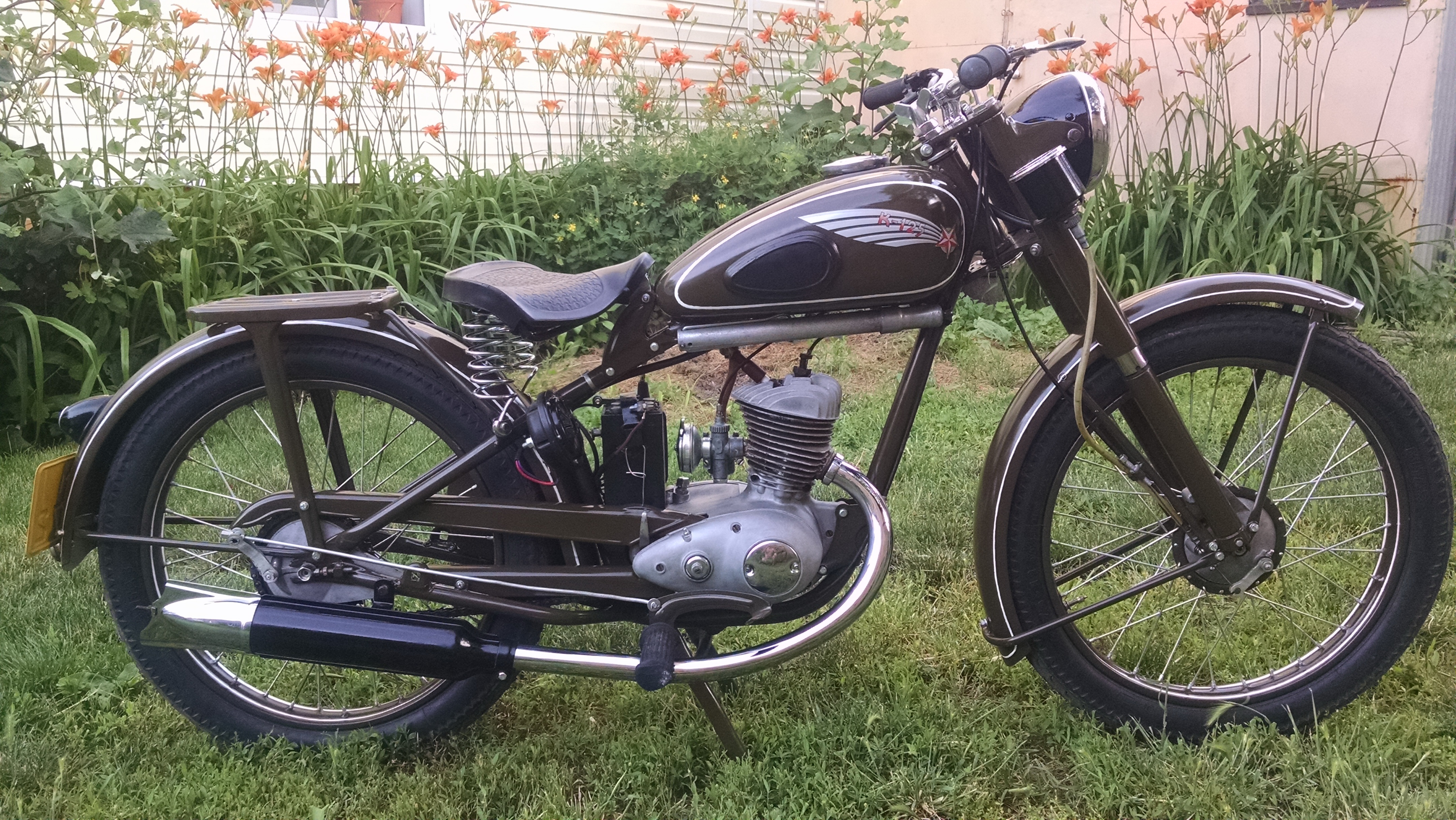
Мотоцикл К-125М, 1955 г.

Коробка передач трёхступенчатая. Механизм переключения передач — ножной. Справа, на отдельном рычаге, была установлена стрелка указателя передачи. Сцепление многодисковое, в масляной ванне. Привод на заднее колесо — открытой цепью.

### Ходовая часть
Рама трубчатая, закрытого типа, масса рамы — 5,2 кг. Трубы рамы спаяны латунью, в некоторых местах соединены газосваркой. Передняя вилка параллелограммного типа без амортизаторов, заднее колесо неподрессорено. Руль сварен из трёх деталей газосваркой, после чего его хромировали. Крылья, бензобак, инструментальный ящик после грунтовки покрывали в 6—7 слоев нитроэмалью, с полировкой после нанесения каждого слоя. На лакокрасочную поверхность ободьев, крыльев, бака, вилки, инструментального ящика вручную наносили белые полосы-цировки. Первые партии сходили с конвейера без логотипа на бензобаке, эмблема, тоже нарисованная вручную, появилась позже: звезда с хвостом кометы и надпись К-125.

## Модернизация
В 1952 году был выпущен мотоцикл К-125М. Завод оснастил мотоцикл телескопической передней вилкой штокового типа с гидравлическим амортизатором одностороннего действия. На раме появился ограничитель поворота вилки. Руль прежней формы, но теперь он изготавливался из одной трубы и надежно крепился с помощью кронштейнов к верхней траверсе вилки. На бензобаке добавились резиновые наколенники, инструментальный ящик большего объёма теперь запирался специальным ключом. Сухая масса машины выросла на 4 кг.

## Техническая характеристика модели К-125М
| Длина, мм                         | 1 950                                                          |
| Ширина, мм                        | 675                                                            |
| Высота, мм                        | 970                                                            |
| База, мм                          | 1 245                                                          |
| Дорожный просвет, мм              | 150                                                            |
| Рабочий вес, кг                   | 84                                                             |
| Макс. скорость, км/ч              | 70                                                             |
| Средний расход топлива, л/100 км  | 2,45                                                           |
| Диаметр цилиндра, мм              | 52                                                             |
| Ход поршня, мм                    | 58                                                             |
| Рабочий объём двигателя, см³      | 123                                                            |
| Степень сжатия                    | 6,5                                                            |
| Мощность двигателя, л.с.          | 4,25                                                           |
| Обороты при макс. мощности об/мин | 4 800                                                          |
| Карбюратор                        | К-30                                                           |
| Воздушный фильтр                  | контактно-масляный                                             |
| Топливо                           | бензин А-66                                                    |
| Ёмкость бензобака, л              | 9                                                              |
| Моторная передача                 | Цепь ПВ-9,525-1000                                             |
| Передаточное число                | 2,75                                                           |
| Сцепление                         | многодисковое, в масляной ванне, фрикционный материал - пробка |
| Число ведущих дисков              | 3                                                              |
| Коробка передач                   | 3-ступенчатая                                                  |
| Передаточные числа                | I — 3,16, II — 1,62, III — 1                                   |
| Главная передача                  | открытая цепь ПР-12,7-1800-2                                   |
| Передаточное число                | 2,67                                                           |
| Колеса (ступицы)                  | штампованные                                                   |
| Шины                              | 65-484 (2.50-19")                                              |
| Седло                             | пружинное                                                      |
| Генератор                         | Г-35                                                           |
| Опережение зажигания (мм до ВМТ)  | 4,5                                                            |
| Стоп-сигнал                       | отсутствует                                                    |
| Указатель поворотов               | отсутствует                                                    |

## Спортивные модификации
- К-125С — первый спортивный ковровский мотоцикл, создан в 1947 году. Отличался форсированным двигателем, усиленной коробкой передач, облегченной ходовой частью, системой зажигания от магнето. Степень форсировки зависела от назначения: мощность моторов для кроссовых мотоциклов доводили до 7 л. с., а с гоночных агрегатов, переведенных на спиртовую смесь, за счет повышения степени сжатия и установки двух карбюраторов снимали 9 л. с.[2]
- К-125С1 — кроссовый мотоцикл, создан в 1949 году. Оснащался телескопической вилкой и пружинной задней подвеской[5], оснащался герметизированной системой питания и зажигания (магнето). При преодолении брода гонщик смещался вперед и телом закрывал воздухоприемную щель в задней части бензобака. Запас воздуха в помещавшемся там ресивере и патрубках позволял взять брод, не глуша двигателя.
- К-125С2 — мотоцикл для кольцевых шоссейных гонок, создан в 1950 году. Отличался головкой цилиндра из медного сплава с увеличенной площадью оребрения. Верхняя часть цилиндра получила алюминиевую напрессовку с большими ребрами охлаждения. Установлены сдвоенные тормозные барабаны[5]

|                                   | К-125      | К-125С1       | К-125С2       |
| --------------------------------- | ---------- | ------------- | ------------- |
| Колёсная база, мм                 | 1245       | 1250          | 1225          |
| Дорожный просвет без нагрузки, мм | 150        | 160           | 80            |
| Вес мотоцикла (без заправки), кг  | 73         | 70            | 70            |
| Ёмкость бензобака, л              | 9          | 9             | 10            |
| Макс. скорость, км/ч              | 70         | 90            | 100           |
| Рабочий объём двигателя, см³      | 123,7      | 123,7         | 123,7         |
| Степень сжатия                    | 6          | 10            | 13            |
| Мощность двигателя, л. с.         | 4,75       | 7,5           | 9             |
| Обороты при макс. мощности об/мин | 4800       | 5100          | 5200          |
| Карбюратор                        | К-30       | К-30          | два К-30      |
| Система зажигания                 | батарейная | магнето М-27Б | магнето М-27Б |